# Peritonitis tuberculosa
La peritonitis tuberculosa es un tipo de peritonitis provocado por el  Mycobacterium tuberculosis, agente causal de la tuberculosis, por lo que se clasifica dentro de la tuberculosis extrapulmonar.  Generalmente es secundaria a un proceso tuberculoso localizado en otro órgano que se disemina al peritoneo a través del sistema circulatorio sanguíneo o el sistema linfático, en ocasiones la diseminación es por proximidad desde una tuberculosis intestinal o genital.  La enfermedad se ve favorecida por diferentes circunstancias, entre ellas desnutrición, nivel socioeconómico bajo, alcoholismo crónico, cirrosis hepática, inmunodeficiencia e infección previa por el virus de la inmunodeficiencia humana. La peritonitis tuberculosa es una peritonitis crónica de inicio paulatino que se desarrolla durante semanas o meses, los  síntomas son inicialmente poco específicos, puede existir fiebre, malestar general, dolor abdominal difuso y acumulación de líquido en la cavidad peritoneal (ascitis). Para alcanzar el diagnóstico puede realizarse una laparoscopia con biopsia que muestra hallazgos característicos  u obtener una muestra del líquido ascítico en la que se observa predominio importante de linfocitos. Es posible aislar el bacilo tuberculoso del líquido ascítico, aunque este estudio muestra escaso rendimiento, el test de Mantoux es negativo en el 50% de los casos. El diagnóstico diferencial debe realizarse con otros tipos de peritonitis y con la carcinomatosis peritoneal.  El tratamiento consiste en la administración pautada de medicamentos antituberculosos por vía oral durante un periodo de 6 meses. Si se presentan complicaciones como la perforación intestinal es precisa la cirugía.